# Mandela och de Klerk
Mandela och de Klerk (engelska: Mandela and de Klerk) är en amerikansk TV-film från 1997 i regi av Joseph Sargent. I titelrollerna ses Sidney Poitier and Michael Caine. Filmen skildrar förhandlingarna mellan F.W. de Klerk och Nelson Mandela för att få ett slut på apartheidpolitiken och införa demokrati i Sydafrika, den nominerades till ett flertal priser. Filmen visades på TV3 2001.

## Rollista i urval
- Sidney Poitier – Nelson Mandela
- Michael Caine – F.W. de Klerk
- Tina Lifford – Winnie Madikizela-Mandela
- Gerry Maritz – P.W. Botha
- Ian Roberts – Kobie Coetsee
- Ben Kruger – James Gregory
- Jerry Mofokeng – Walter Sisulu
- John Carson – Willem de Klerk
- David Fortune – Raymond Mhlaba
- Farouk Valley-Omar – Ahmed Kathrada
- Terry Norton – Marike de Klerk
- Bankole Omotoso – Govan Mbeki
- Andre Jacobs – Niel Barnard
- Sebata Sesiu – Aaron Motsoaledi
- Vuyisile Bojana – Oliver Tambo
- Moshidi Motshegwa – Zindzi Mandela
- Nomonde Gogi – Zenani Mandela-Dlamini
- Lentsoe Mosieleng – Peter Ndlovu
- Kwezi L. L. Kobus – Chris Hani
- Terry Norton – Marike de Klerk
- Hannes Horn – Quartus de Wet
- Regardt van den Bergh – Magnus Malan